# 北山奈都美
北山 奈都美（きたやま なつみ、1989年7月21日 - ）は、日本の女優、モデル、タレント。
大阪府大阪市出身。claudia所属。

## 経歴・人物
兄弟が多く6人兄弟の3番目である。
20歳の頃に大阪から上京。2012年12月までは「有限会社アクト」に所属し、「川元捺未」（かわもと なつみ）の芸名で活動。秦建日子主宰のワークショップ「TAKE1」の八〜十期生で、当時から舞台をメインに女優活動を行っていた。
その後2013年1月からClaudiaに移籍し、現芸名に改名。同年のSUPER GTにおいて、「エヴァンゲリオンレーシング」の渚カヲル役としてレースクイーン活動を行った。この年には「ZAK THE QUEEN 2013」に出場し準グランプリを受賞している。

## 出演

### テレビ
- テレビ朝日「全力坂」（2013年6月19日・7月2、8日放送）[9]
- 中京テレビ 「暴走！キモ芸人in第3新東京市」（2013年8月2日放送）
- TBS「オールスター感謝祭」（2013年3月31日、2013年9月28日、2014年3月29日） - 中継アシスタント担当
- テレビ東京「ゴッドタン マジギライ1/5」（2014年2月1日） - 嫌われ者：キングコング西野亮廣

### CM・広告
- DeNA 「アヴァロンの騎士」（2013年2月15日〜5月14日）

### 舞台
- ワークショップTAKE1 九期生 夏のチャレンジ公演『地図 短縮版 〜朝焼けに君をつれて〜』 (2011年7月25日)
- ワークショップTAKE1 九期生 卒業公演『Pain』（2012年3月14日〜18日）
- 『時空警察ヴェッカーχ 彷徨のエトランゼ』（2012年6月20日〜24日）[3][4]
- ワークショップTAKE1 十期生 卒業公演『5』(2013年3月21日〜3月24日)[5][10]
- 劇団空感エンジンプロデュース 『KEIKI〜夏目漱石推理帳〜』(2013年6月26日〜7月1日)[11][12]
- 劇団空感エンジンプロデュース『チエコ』(2013年10月9日 - 10月14日)[13]

### レースクイーン
- エヴァンゲリオンレーシング2013（SUPER GT・カヲル役）

### 映画
- 劇場版 BADBOYS J 〜最後に守るもの〜（2013年11月9日公開）

### 雑誌
- ヤングガンガン（2013年7/5号）
- DVDdream（2013年8月号）

### DVD
- ギフト（2014年2月28日発売・イーネット・フロンティア）JAN/ISBNコード：4571369482579